# Leo Strauss
Leo Strauss (Kirchhain, Hessen, Imperi alemany, 20 de setembre de 1899 - Annapolis, Maryland, Estats Units, 18 d'octubre de 1973) va ser un filòsof i politòleg germano-estatunidenc d'origen jueu, especialitzat en filosofia política. Influït pels clàssics grecs i pel fenomenalisme, va aprofitar els ensenyaments d'aquests corrents per a la seva pròpia teoria, que va difondre a la Universitat de Chicago. Gran part dels seus escrits comparen diferents filòsofs, ja que ell pensava que hi ha dos tipus de filòsofs, els grans pensadors i els escolars, que comenten els anteriors (s'autoubicava dins els escolars). Va afirmar que els escrits esotèrics eren els realment filosòfics, ja que exigien un esforç suplementari al lector, que podia reinterpretar-los i així pensar per ell mateix, i alhora protegeixen l'autor de possibles persecucions. Una de les seves aportacions a la política va ser apropar-la al món dels valors, del qual el positivisme l'havia aïllada. La distinció entre fet i principi rector no té sentit en política per a Strauss, ja que sempre les accions duen una càrrega de moralitat.
Format en la tradició neokantiana amb Ernst Cassirer i immers en el treball dels fenomenòlegs Edmund Husserl i Martin Heidegger, Strauss va escriure llibres sobre Spinoza i Hobbes, i articles sobre Maimònides i Al-Farabi. A finals de la dècada del 1930, la seva recerca es va centrar en els textos de Plató i Aristòtil, retrocedint la seva interpretació a través de la filosofia islàmica i jueva medieval, i fomentant l'aplicació d'aquestes idees a la teoria política contemporània.

## Biografia

### Primera vida i educació
Strauss va néixer el 20 de setembre de 1899 a la petita ciutat de Kirchhain a Hessen-Nassau, una província del Regne de Prússia (part de l'Imperi Alemany), fill d'Hugo Strauss i Jennie Strauss, de soltera David. Segons l'obituari de 1974 d’Allan Bloom a Political Theory, Strauss va ser criat com a jueu ortodox , però la família no sembla haver acceptat completament la pràctica ortodoxa. El mateix Strauss va assenyalar que venia d'una llar jueva conservadora, fins i tot ortodoxa, però que sabia poc sobre el judaisme excepte l'adhesió estricta a les lleis cerimonials. El seu pare i el seu oncle operaven un negoci agrícola i ramader que van heretar del seu pare, Meyer (1835–1919), un membre destacat de la comunitat jueva local.
Després d'assistir a la Kirchhain Volksschule i a la Rektoratsschule protestant, Leo Strauss es va matricular al Gymnasium Philippinum (afiliat a la Universitat de Marburg) a la propera Marburg (de la qual també es van graduar Johannes Althusius i Carl Joachim Friedrich) el 1912 i es va graduar el 1917. Va embarcar amb el cantor de Marburg Strauss (sense parentiu), la residència del qual va servir de lloc de trobada per als seguidors del filòsof neokantià Hermann Cohen. Strauss va servir a l'exèrcit alemany des de la Primera Guerra Mundial des del 5 de juliol de 1917 fins al desembre de 1918.
Strauss es va matricular posteriorment a la Universitat d'Hamburg, on es va doctorar el 1921; la seva tesi, Sobre el problema del coneixement en la doctrina filosófica de FH Jacobi (Das Erkenntnisproblem in der philosophischen Lehre Fr. H. Jacobis), va ser supervisada per Ernst Cassirer. També va assistir a cursos a les universitats de Friburg i Marburg, entre ells alguns impartits per Edmund Husserl i Martin Heidegger. Strauss es va unir a una fraternitat jueva i va treballar per al moviment sionista alemany, que el va presentar a diversos intel·lectuals jueus alemanys, com Norbert Elias, Leo Löwenthal, Hannah Arendt i Walter Benjamin. Benjamin va ser i va seguir sent un admirador de Strauss i la seva obra durant tota la seva vida.
El millor amic de Strauss era Jacob Klein, però també estava compromès intel·lectualment amb Gerhard Krüger, i també amb Karl Löwith, Julius Guttmann, Hans-Georg Gadamer i Franz Rosenzweig (a qui Strauss va dedicar el seu primer llibre), així com amb Gershom Scholem, Alexander Altmann, i l'arabista Paul Kraus, que es va casar amb la germana de Strauss, Bettina (Strauss i la seva dona van adoptar més tard el fill de Paul i Bettina Kraus quan tots dos pares van morir a l'Orient Mitjà). Amb diversos d'aquests amics, Strauss va dur a terme intercanvis epistolars vigorosos més tard en la vida, molts dels quals es publiquen a la Gesammelte Schriften (Escrits recopilats), alguns en traducció de l'alemany. Strauss també havia participat en un discurs amb Carl Schmitt. Tanmateix, després que Strauss abandonés Alemanya, va trencar el discurs quan Schmitt no va respondre a les seves cartes.

### Carrera
Després de rebre una beca Rockefeller el 1932, Strauss va deixar la seva posició a l’Institut Superior d'Estudis Jueus de Berlín per anar a París. Va tornar a Alemanya només una vegada, durant uns dies curts vint anys després. A París, es va casar amb Marie (Miriam) Bernsohn, una vídua amb un fill petit, a qui havia conegut anteriorment a Alemanya. Va adoptar el fill de la seva dona, Thomas, i més tard el fill de la seva germana, Jenny Strauss Clay (més tard professora de clàssics a la Universitat de Virgínia); ell i la Miriam no tenien fills biològics propis. A la seva mort, li van sobreviure Thomas, Jenny Strauss Clay i tres nets. Strauss es va convertir en un amic de tota la vida d’Alexandre Kojève i va mantenir relacions amistoses amb Raymond Aron i Étienne Gilson. A causa de l'ascens al poder dels nazis, va optar per no tornar al seu país natal. Strauss va trobar refugi, després d'algunes vicissituds, a Anglaterra, on el 1935 va obtenir una feina temporal a la Universitat de Cambridge amb l'ajuda del seu sogre David Daube, que estava afiliat a Gonville i Caius College. Mentre estava a Anglaterra, es va convertir en un amic íntim de RH Tawney i va estar en termes menys amistosos amb Isaiah Berlin.

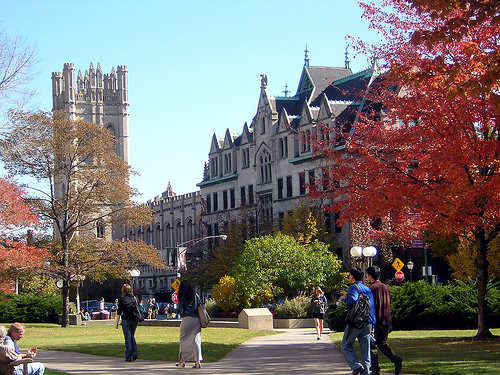
La Universitat de Chicago, l'escola amb la qual Strauss està més estretament associat

Incapaç de trobar una ocupació permanent a Anglaterra, Strauss es va traslladar el 1937 als Estats Units, sota el patrocini de Harold Laski, que va fer presentacions i l'ajudà a obtenir un breu professor. Després d'un breu període com a investigador al Departament d'Història de la Universitat de Colúmbia, Strauss va aconseguir una plaça a The New School, on, entre 1938 i 1948, va treballar a la facultat de ciències polítiques i també va ocupar llocs de treball adjunt. El 1939, va servir durant un curt període com a professor visitant al Hamilton College. Es va convertir en ciutadà nord-americà el 1944 i el 1949 es va convertir en professor de ciències polítiques a la Universitat de Chicago, ocupant la Càtedra del Servei Distingit Robert Maynard Hutchins fins que va marxar el 1969.
El 1953, Strauss va encunyar la noció de reductio ad Hitlerum, una fal·làcia lògica que juga amb el nom de la demostració per contradicció reductio ad absurdum, i que suggereix que comparar un argument fent servir la figura de Hitler, també anomenat jugar la carta nazi, sovint és una fal·làcia que impedeix arribar a fons en les argumentacions.
El 1954 va conèixer Karl Löwith i Hans-Georg Gadamer a Heidelberg i va pronunciar un discurs públic sobre Sòcrates. Havia rebut una convocatòria per a un professor temporal a Hamburg el 1965 (que va rebutjar per motius de salut) i va rebre i acceptar un doctorat honoris causa de la Universitat d'Hamburg i la Bundesverdienstkreuz (Orde del Mèrit alemany) a través del representant alemany a Chicago. El 1969 Strauss es va traslladar al Claremont McKenna College (abans Claremont Men's College) a Califòrnia durant un any, i després al St. John's College, Annapolis el 1970, on va ser el Scott Buchanan Distinguished Scholar en residència fins a la seva mort per pneumònia el 1973. Va ser enterrat al cementiri hebreu d'Annapolis, amb la seva dona Miriam Bernsohn Strauss, que va morir el 1985. El salm 114 es va llegir al funeral a petició de familiars i amics.

## Punts de vista

### Filosofia
Per a Strauss, la política i la filosofia estaven necessàriament entrellaçades. Considerava el judici i la mort de Sòcrates com el moment en què va sorgir la filosofia política. Strauss va considerar un dels moments més importants de la història de la filosofia l'argument de Sòcrates segons el qual els filòsofs no podien estudiar la natura sense tenir en compte la seva pròpia naturalesa humana, que, en paraules d’Aristòtil, és la d'un animal polític. Tanmateix, també va sostenir que els fins de la política i la filosofia eren intrínsecament irreconciliables i irreductibles els uns als altres.
Strauss va distingir els estudiosos dels grans pensadors, identificant-se com un erudit. Va escriure que la majoria dels filòsofs que es descriuen a si mateixos són en realitat erudits, prudents i metòdics. Els grans pensadors, en canvi, aborden els grans problemes amb valentia i creativitat. Els estudiosos tracten aquests problemes només indirectament raonant sobre les diferències dels grans pensadors.
A Natural Right and History Strauss comença amb una crítica a l'epistemologia de Max Weber, aborda breument el relativisme de Martin Heidegger (que passa sense nom) i continua amb una discussió sobre l'evolució dels drets naturals mitjançant una anàlisi del pensament de Thomas Hobbes i John Locke. Conclou fent una crítica a Jean-Jacques Rousseau i Edmund Burke. Al cor del llibre hi ha fragments de Plató, Aristòtil i Ciceró. Gran part de la seva filosofia és una reacció a les obres de Heidegger. De fet, Strauss va escriure que el pensament de Heidegger s'ha d'entendre i enfrontar abans que sigui possible qualsevol formulació completa de la teoria política moderna, i això vol dir que el pensament polític s'ha de relacionar amb qüestions d'ontologia i la història de la metafísica.
Strauss va escriure que Friedrich Nietzsche va ser el primer filòsof que va entendre correctament l’historicisme, una idea basada en una acceptació general de la filosofia de la història hegeliana. Heidegger, segons Strauss, va sanejar i polititzar Nietzsche, mentre que Nietzsche creia que els nostres propis principis, inclosa la creença en el progrés, es tornaran tan poc convincents i aliens com tots els principis (essències) anteriors havien demostrat ser i l'única sortida. Sembla ser... que un escolliu voluntàriament un engany que dona vida en lloc de la veritat mortal, que es fabriqui un mite. Heidegger creia que el tràgic nihilisme de Nietzsche era en si mateix un mite guiat per una concepció occidental defectuosa de l'ésser que Heidegger va rastrejar fins a Plató. En la seva correspondència publicada amb Alexandre Kojève, Strauss va escriure que Georg Wilhelm Friedrich Hegel tenia raó quan postulava que la fi de la història implica la fi de la filosofia tal com l'entén la filosofia política clàssica.

### A la lectura

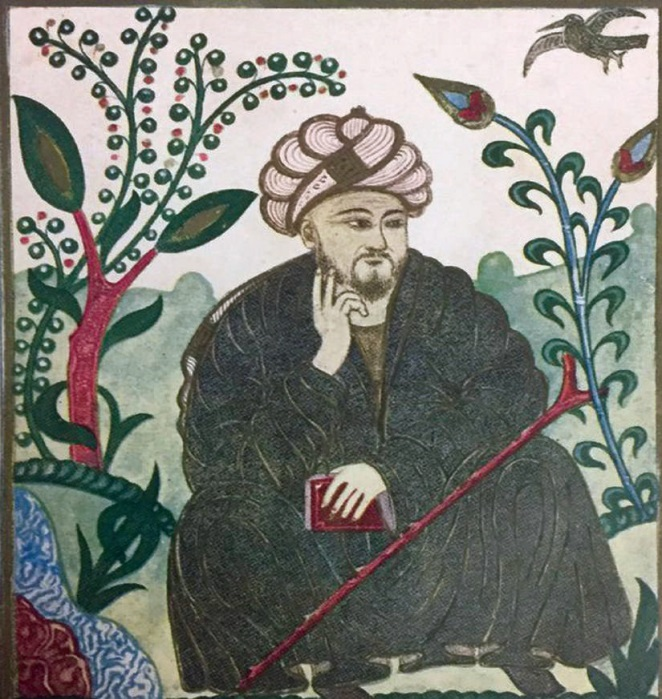
L'estudi de Strauss sobre la filosofia i els discursos polítics produïts per la civilització islàmica, especialment els d’Al-Farabi (que es mostren aquí) i Maimònides, va ser fonamental en el desenvolupament de la seva teoria de la lectura.

A finals de la Dècada del 1930, Strauss va demanar per primera vegada una reconsideració de la distinció entre l'ensenyament exotèric (o públic) i esotèric (o secret). L'any 1952 va publicar La persecució i l'art d'escriure, argumentant que els escriptors seriosos escriuen esotèricament, és a dir, amb significats múltiples o estratificats, sovint disfressats amb ironia o paradoxa, referències obscures, fins i tot una autocontradicció deliberada. L'escriptura esotèrica té diversos propòsits: protegir el filòsof de la retribució del règim i protegir el règim de la corrosió de la filosofia; atrau el tipus de lector adequat i repel·leix el tipus incorrecte; i esbrinar el missatge interior és en si mateix un exercici de raonament filosòfic. A partir del seu estudi de Maimònides i Al-Farabi, i apuntant més enrere a la discussió de Plató sobre l'escriptura continguda al Fedre, Strauss va proposar que l'art clàssic i medieval de l'escriptura esotèrica és el mitjà adequat per a l'aprenentatge filosòfic: més que mostrar Els pensaments dels filòsofs de manera superficial, els textos filosòfics clàssics i medievals guien els seus lectors en el pensament i l'aprenentatge independentment del coneixement impartit. Així, Strauss coincideix amb el Sòcrates del Fedre, on el grec indica que, en la mesura que l'escriptura no respon quan es qüestiona, una bona escriptura provoca en el lector preguntes, preguntes que orienten el lector cap a la comprensió dels problemes que l'autor pensava amb el màxim de detalls. serietat. Així doncs, Strauss, a Persecution and the Art of Writing, presenta Maimònides com un armari no creient que ofusca el seu missatge per raons polítiques.
L'argument hermenèutic de Strauss —rearticulat al llarg dels seus escrits posteriors (sobretot a La ciutat i l'home [1964])— és que, abans del segle XIX, els estudiosos occidentals entenien habitualment que l'escriptura filosòfica no és a casa en cap organització política, no importa. que liberal. En la mesura que qüestiona la saviesa convencional a les seves arrels, la filosofia ha de protegir-se especialment d'aquells lectors que es creuen defensors autoritzats, savis i liberals de l'statu quo. En qüestionar opinions establertes, o en investigar els principis de la moral, els filòsofs antics van trobar necessari transmetre els seus missatges d'una manera obliqua. El seu art d'escriure era l'art de la comunicació esotèrica. Això va ser especialment evident a l'època medieval quan els pensadors polítics heterodoxos escrivien sota l'amenaça de la Inquisició o de tribunals similarment obtusos.
L'argument de Strauss no és que els escriptors medievals que estudia reservessin un significat exotèric per a molts (hoi polloi) i un d'esotèric, amagat per a uns pocs (hoi oligoi), sinó que, mitjançant estratagemes retòrics com l'autocontradicció i les hipèrboles, aquests escriptors van aconseguir transmetre el seu significat propi al cor tàcit dels seus escrits: un cor o un missatge irreductible a la lletra o dimensió històrica dels textos.
Seguint explícitament l'exemple de Gotthold Ephraim Lessing, Strauss indica que els filòsofs polítics medievals, no menys que els seus homòlegs antics, van adaptar acuradament la seva redacció a les opinions morals dominants del seu temps, perquè els seus escrits no fossin condemnats com a herètics o injusts, no pels molts (que no van llegir), sinó per aquells pocs que molts consideraven com els més justos guardians de la moral. Eren precisament aquestes personalitats justes les que estarien més inclinades a perseguir/ostracitzar qualsevol persona que estigués en el negoci d'exposar la noble o gran mentida sobre la qual es troba o recau l'autoritat d'uns pocs sobre els molts.

### Sobre política
| « | Popper és filosòficament tan inculte, tan plenament un baralla ideològic primitiu, que no és capaç ni tan sols aproximadament de reproduir correctament el contingut d'una pàgina de Plató. La lectura no li serveix de res; és massa mancat de coneixements per entendre el que diu l'autor | » |

Segons Strauss, la ciència social moderna té un error perquè assumeix la distinció fet-valor, un concepte que Strauss va trobar dubtós. Va rastrejar les seves arrels en la filosofia de la Il·lustració a Max Weber, un pensador que Strauss va descriure com una ment seriosa i noble. Weber volia separar els valors de la ciència, però, segons Strauss, era realment un pensador derivat, profundament influenciat pel relativisme de Nietzsche. Strauss va tractar la política com una cosa que no es podia estudiar des de lluny. Un politòleg que examinava la política amb un ull científic sense valors, per a Strauss, es va enganyar. El positivisme, hereu tant d'Auguste Comte com de Max Weber en la recerca de fer judicis suposadament lliures de valor, no va poder justificar la seva pròpia existència, la qual cosa requeriria un judici de valor.
Mentre que el liberalisme de l'era moderna havia subratllat la recerca de la llibertat individual com el seu objectiu màxim, Strauss va considerar que hi hauria d'haver un major interès pel problema de l'excel·lència humana i la virtut política. A través dels seus escrits, Strauss va plantejar constantment la qüestió de com i fins a quin punt poden coexistir la llibertat i l'excel·lència. Strauss es va negar a conformar-se amb qualsevol resolució simplista o unilateral de la qüestió socràtica: de què serveix la ciutat i l'home?

### Trobades amb Carl Schmitt i Alexandre Kojève
Dos diàlegs polític-filosòfics significatius que Strauss va mantenir amb pensadors vius van ser els que va mantenir amb Carl Schmitt i Alexandre Kojève. Schmitt, que més tard es convertiria, durant un breu temps, en el principal jurista de l'Alemanya nazi, va ser un dels primers acadèmics alemanys importants a revisar positivament els primers treballs de Strauss. La referència positiva de Schmitt i l'aprovació del treball de Strauss sobre Hobbes va ser fonamental per guanyar Strauss el finançament de la beca que li va permetre abandonar Alemanya.
La crítica i els aclariments de Strauss sobre El concepte de la política van portar a Schmitt a fer esmenes significatives en la seva segona edició. Escrivint a Schmitt l'any 1932, Strauss va resumir la teologia política de Schmitt que com que l'home és per naturalesa dolent, ell, per tant, necessita el domini. Però el domini es pot establir, és a dir, els homes només es poden unificar en una unitat contra—contra altres homes. Tota associació d'homes és necessàriament una separació d'altres homes... el polític així entès no és el principi constitutiu de l'estat, d'ordre, sinó una condició de l'estat.
Strauss, però, es va oposar directament a la posició de Schmitt. Per a Strauss, Schmitt i el seu retorn a Thomas Hobbes van aclarir útilment la naturalesa de la nostra existència política i la nostra autocomprensió moderna. Per tant, la posició de Schmitt era simptomàtica de l'autocomprensió liberal de l'era moderna. Strauss creia que aquesta anàlisi, com en l'època de Hobbes, servia com una acció preparatòria útil, revelant la nostra orientació contemporània cap als problemes eterns de la política (l'existència social). Tanmateix, Strauss creia que la reïficació de Schmitt de la nostra autocomprensió moderna del problema de la política en una teologia política no era una solució adequada. Strauss, en canvi, va defensar un retorn a una comprensió clàssica més àmplia de la naturalesa humana i un retorn provisional a la filosofia política, en la tradició dels filòsofs antics.
Amb Kojève, Strauss va tenir una estreta amistat filosòfica de tota la vida. S'havien conegut per primera vegada com a estudiants a Berlín. Els dos pensadors compartien un respecte filosòfic sense límits. Kojève escriuria més tard que, sense fer-se amic de Strauss, mai no hauria sabut... què és la filosofia. La disputa polític-filosòfica entre Kojève i Strauss es va centrar en el paper que la filosofia hauria de tenir i es pot permetre jugar en política.
Kojève, un alt funcionari del govern francès, va ser fonamental en la creació de la Comunitat Econòmica Europea. Va argumentar que els filòsofs haurien de tenir un paper actiu en la configuració dels esdeveniments polítics. Strauss, per contra, creia que els filòsofs haurien de tenir un paper en la política només en la mesura que poguessin assegurar-se que la filosofia, que considerava l'activitat més elevada de la humanitat, pugui estar lliure de la intervenció política.

### Liberalisme i nihilisme
Strauss va argumentar que el liberalisme en la seva forma moderna (que s'orienta cap a la llibertat universal en oposició al liberalisme antic que s'orienta cap a l'excel·lència humana), contenia en ell una tendència intrínseca cap al relativisme extrem, que al seu torn va conduir a dos tipus de nihilisme:
El primer va ser un nihilisme brutal, expressat en règims nazi i bolxevic. A Sobre la tirania, va escriure que aquestes ideologies, ambdues descendents del pensament il·lustrat, van intentar destruir totes les tradicions, la història, l'ètica i els estàndards morals i substituir-les per la força sota la qual la natura i la humanitat són sotmeses i conquerides. El segon tipus, el nihilisme suau expressat a les democràcies liberals occidentals, va ser una mena d'absència de valors i un igualitarisme permissiu hedonista, que ell veia com impregnant el teixit de la societat nord-americana contemporània.
En la creença que el relativisme, el cientisme, l'historicisme i el nihilisme del segle XX estaven implicats en el deteriorament de la societat i la filosofia modernes, Strauss va intentar descobrir les vies filosòfiques que havien conduït a aquesta situació. L'estudi resultant el va portar a defensar un retorn provisional a la filosofia política clàssica com a punt de partida per jutjar l'acció política.

### La interpretació de Strauss dela Repúblicade Plató
Segons Strauss, la República de Plató no és un pla per a la reforma del règim (un joc de paraules de The Open Society and Its Enemies de Karl Popper, que ataca La República per ser només això). Strauss cita Ciceró: La República no treu a la llum el millor règim possible, sinó la naturalesa de les coses polítiques: la naturalesa de la ciutat.
Strauss argumentava que la ciutat-en-discurs era antinatural, precisament perquè és possible gràcies a l'abstracció de l'eros. Encara que era escèptic del progrés, Strauss era igualment escèptic sobre les agendes polítiques de retorn, és a dir, anar enrere en lloc d'avançar.
De fet, desconfiava constantment de qualsevol cosa que pretenia ser una solució a un vell problema polític o filosòfic. Va parlar del perill d'intentar finalment resoldre el debat entre racionalisme i tradicionalisme en política. En particular, juntament amb molts a la preguerra mundial II Dret alemany, temia la gent que intentava forçar un estat mundial a néixer al futur, pensant que esdevindria inevitablement una tirania. D'aquí que mantingués la distància dels dos totalitarismes que va denunciar al seu segle, tant feixistes com comunistes.

### Strauss i Karl Popper
Strauss va rebutjar activament les opinions de Karl Popper com a il·lògiques. Va estar d'acord amb una carta de resposta a la seva petició d’Eric Voegelin per a estudiar el problema. En la resposta, Voegelin va escriure que estudiar les opinions de Popper era una pèrdua de temps preciós i una molèstia. Concretament, sobre The Open Society and Its Enemies i la comprensió de Popper de La República de Plató, després de donar alguns exemples, Voegelin va escriure:
| « | Popper és filosòficament tan inculte, tan plenament un baralla ideològic primitiu, que no és capaç ni tan sols aproximadament de reproduir correctament el contingut d'una pàgina de Plató. La lectura no li serveix de res; és massa mancat de coneixements per entendre el que diu l'autor | » |

Strauss va mostrar aquesta carta a Kurt Riezler, que va usar la seva influència per a oposar-se al nomenament de Popper a la Universitat de Chicago.

### Antics i moderns
Strauss va subratllar constantment la importància de dues dicotomies en la filosofia política, a saber, Atenes i Jerusalem (raó i revelació) i Antic versus Modern. Els Antics eren els filòsofs socràtics i els seus hereus intel·lectuals; els Moderns comencen amb Nicolau Maquiavel. El contrast entre antics i moderns es va entendre relacionat amb la tensió irresoluble entre la Raó i la Revelació. Els socràtics, reaccionant als primers filòsofs grecs, van portar la filosofia a la terra i, per tant, al mercat, fent-la més política.
Els moderns van reaccionar davant el domini de la revelació en la societat medieval promovent les possibilitats de la Raó. Es van oposar a la fusió d'Aquino del dret natural i la teologia natural, ja que va fer que el dret natural fos vulnerable a les disputes teològiques. Thomas Hobbes, sota la influència de Francis Bacon, va reorientar el pensament polític cap al que era el més sòlid, però també el més baix de l'home —les seves esperances i pors físiques— i va establir un precedent per a John Locke i el posterior enfocament econòmic del pensament polític, com en David Hume i Adam Smith.

### Strauss i el sionisme
De jove, Strauss va pertànyer al grup de joves sionistes alemanys, juntament amb els seus amics Gershom Scholem i Walter Benjamin. Tots dos eren admiradors de Strauss i ho continuarien sent durant tota la seva vida. Quan tenia disset anys, segons va dir, es va convertir al sionisme polític com a seguidor de Zeev Jabotinsky. Va escriure diversos assaigs sobre les seves controvèrsies, però va deixar aquestes activitats enrere quan tenia vint anys.
Tot i que Strauss va mantenir un interès simpàtic pel sionisme, més tard va arribar a referir-se al sionisme com a problemàtic i es va desil·lusionar amb alguns dels seus objectius.
Va ensenyar a la Universitat Hebrea de Jerusalem durant el curs 1954–55. En la seva carta a un editor de National Review, Strauss va preguntar per què Israel havia estat anomenat un estat racista per un dels seus escriptors. Va argumentar que l'autor no va aportar prou proves per al seu argument. Va acabar el seu assaig amb aquesta afirmació: «El sionisme polític és problemàtic per raons òbvies. Però maig no puc oblidar el que va aconseguir com a força moral en una època de dissolució completa. Va ajudar a frenar la marea d'anivellament 'progressista' de venerables, diferències ancestrals; va complir una funció conservadora».

### Creença religiosa
Encara que Strauss va acceptar la utilitat de les creences religioses, hi ha algunes preguntes sobre les seves opinions religioses. Va ser un menyspreu obertament de l'ateisme i desaprovava la incredulitat dogmàtica contemporània, que considerava desmesurada i irracional. No obstant això, com Thomas d'Aquin, considerava que la revelació havia de ser sotmesa a examen per la raó. Al final de La ciutat i l'home, Strauss ens convida a estar oberts a... la pregunta quid sit deus [Què és Déu?] (p. 241). Edward Feser escriu que Strauss no era ell mateix un creient ortodox, ni tampoc un ateu convençut. Atès que acceptar o no una suposada revelació divina és en si mateix una de les qüestions permanents, l'ortodòxia sempre ha de seguir sent una opció igual de defensable com incredulitat.
A Natural Right and History Strauss distingeix una lectura socràtica (platònica, ciceroniana, aristotèlica) d'una lectura convencionalista (materialista, epicúria) de la divinitat, i argumenta que la qüestió de la religió (què és la religió?) és inseparable de la qüestió de la naturalesa de la societat civil i de l'autoritat civil. Al llarg del volum defensa la lectura socràtica de l'autoritat civil i rebutja la lectura convencionalista (de la qual l'ateisme és un component essencial). Això és incompatible amb les interpretacions de Shadia Drury i altres estudiosos que argumenten que Strauss considerava la religió de manera purament instrumental.

## Rebuda i llegat

### Rebuda per part dels contemporanis
Les obres de Strauss van ser llegides i admirades per pensadors tan diversos com els filòsofs Gershom Scholem, Walter Benjamin, Hans-Georg Gadamer,i Alexandre Kojève,i el psicoanalista Jacques Lacan. Benjamin havia conegut Strauss com a estudiant a Berlín i va expressar admiració per Strauss al llarg de la seva vida. Gadamer va afirmar que estava en gran part d'acord amb les interpretacions de Strauss.

### Estudiants
Els estudiants que van estudiar amb Strauss o van assistir als seus cursos de conferències a la Universitat de Chicago, inclouen George Anastaplo, Hadley Arkes, Seth Benardete, Laurence Berns, Allan Bloom, David Bolotin, Christopher Bruell, Charles Butterworth, Werner J. Dannhauser, Murray Dry, William Galston, Victor Gourevitch, Harry V. Jaffa, Roger Masters, Clifford Orwin, Thomas Pangle, Stanley Rosen, Abram Shulsky (director de l’Oficina de Plans Especials), Susan Sontag, Warren Winiarski i Paul Wolfowitz (que va assistir a dos cursos de conferències de Strauss sobre L'esperit de les lleis de Plató i Montesquieu a la Universitat de Chicago). Richard Rorty va descriure Strauss com una influència particular en els seus primers estudis a la Universitat de Chicago, on Rorty va estudiar un currículum clàssic amb Strauss.

### L'escola Straussiana
Straussianisme és el nom donat per denotar els mètodes d'investigació, conceptes comuns, pressupòsits teòrics, qüestions centrals i estil pedagògic (estil d'ensenyament) característic del gran nombre de conservadors que han estat influenciats pel pensament i l'ensenyament de Leo Strauss. Tot i que és particularment influent entre els professors universitaris de teoria política històrica... de vegades també serveix com a marc intel·lectual comú de manera més general entre activistes conservadors, professionals de think tanks i intel·lectuals públics. Harvey C. Mansfield, Steven B. Smith i Steven Berg, encara que maig estudiants de Strauss, són straussians (com s'identifiquen alguns seguidors de Strauss). Mansfield ha argumentat que no existeix l'straussianisme, però hi ha straussians i una escola de straussians. Mansfield descriu l'escola com oberta a tota la filosofia i sense doctrines definides que cal creure per pertànyer-hi.
Dins de la disciplina de la teoria política, el mètode demana als seus practicants que facin servir una lectura atenta dels Grans Llibres del pensament polític; s'esforcen per entendre un pensador tal com es va entendre a si mateix; no els preocupen les preguntes sobre el context històric o les influències històriques d'un autor determinat i s'esforcen per estar oberts a la idea que poden trobar alguna cosa atemporal en un gran llibre. L'enfocament s'assembla de manera important a l'antiga Nova Crítica en estudis literaris.
Hi ha certa controvèrsia en l'enfocament sobre què distingeix un gran llibre d'obres menors. Es considera que els grans llibres són escrits per autors/filòsofs d'un autoconeixement crític i un poder intel·lectual tan sobirans que de cap manera es poden reduir al pensament general del seu temps i lloc, amb altres obres enteses com a epifenomènica per a les idees originals d'un pensador de primer rang. Aquest enfocament es veu com un contrari als pressupòsits historicistes de mitjan segle xx, que llegeixen la història del pensament polític d'una manera progressista, amb les filosofies del passat tallades per sempre de nosaltres en un passat superat. L'straussianisme proposa la possibilitat que els pensadors passats puguin tenir  la veritat — i que, per tant, els pensadors més recents estiguin equivocats.

### Els straussians xinesos
Gairebé la totalitat dels escrits de Strauss s'han traduït al xinès; i fins i tot hi ha una escola de straussians a la Xina, els més destacats són Liu Xiaofeng (Universitat Renmin) i Gan Yang. Els straussians xinesos (que sovint també estan fascinats per Carl Schmitt) representen un exemple notable de la hibridació de la teoria política occidental en un context no occidental. Tal com escriuen els editors d'un volum recent, la recepció de Schmitt i Strauss al món de parla xinesa (i especialment a la República Popular de la Xina) no només diu molt sobre com es poden llegir Schmitt i Strauss avui dia, sinó que també ofereix pistes sobre les contradiccions més profundes de la modernitat occidental i els dilemes de les societats no liberals en el nostre món cada cop més polèmic.

## Crítica

### Conservadorisme
Alguns crítics de Strauss l'han acusat de ser elitista, il·liberal i antidemocràtic. Periodistes com Seymour Hersh han opinat que Strauss donava suport a les nobles mentides, utilitzades pels líders polítics que busquen mantenir una societat cohesionada. A La ciutat i l'home, Strauss parla dels mites esbossats a la República de Plató que són necessaris per a tots els governs. Aquests inclouen la creença que la terra de l'estat li pertany encara que hagi estat adquirida il·legítimament i que la ciutadania està arrelada en alguna cosa més que accidents de naixement.
Shadia Drury, a Leo Strauss and the American Right (1999), va afirmar que Strauss va inculcar una tensió elitista als líders polítics nord-americans vinculats al militarisme Imperialista, al neoconservadorisme i al fonamentalisme cristià. Drury argumenta que Strauss ensenya que l'engany perpetu dels ciutadans per part dels que tenen el poder és fonamental perquè han de ser liderats i necessiten governants forts que els diguin què és bo per a ells. Nicholas Xenos argumenta de la mateixa manera que Strauss era un antidemòcrata en un sentit fonamental, un veritable reaccionari. Xenos diu: SStrauss era algú que volia tornar a una època anterior, preliberal, preburgesa de sang i tripes, de dominació Imperial, de domini autoritari, de pur feixisme».

### Antihistoricisme
Strauss també ha estat criticat per alguns conservadors. Segons Claes G. Ryn, el pensament antihistoricista de Strauss crea un contrast artificial entre la universalitat moral i el convencional, l'ancestral i l'històric. Strauss, argumenta Ryn, assumeix erròniament i de manera reductiva que el respecte per la tradició ha de soscavar la raó i la universalitat. Contràriament a la crítica de Strauss a Edmund Burke, el sentit històric pot ser indispensable per a una comprensió adequada de la universalitat. Ryn sosté que la concepció abstracta i ahistòrica del dret natural de Strauss distorsiona la genuïna universalitat. Strauss no considera la possibilitat que la universalitat real sigui coneguda pels éssers humans d'una forma concreta i particular. Strauss i els Straussians han ensenyat paradoxalment als conservadors nord-americans filosòficament desconfiats, sobretot als intel·lectuals catòlics romans, a rebutjar la tradició a favor de la teorització ahistòrica, un biaix que s'oposa a la noció cristiana central de l'Encarnació, que representa una síntesi de l'universal. i la històrica. Segons Ryn, la propagació d'una idea purament abstracta de la universalitat ha contribuït a la defensa neoconservadora dels principis americans suposadament universals, que els neoconservadors veuen com una justificació per a la intervenció nord-americana a tot el món, portant les benediccions d'Occident al repòs. El pensament antihistòric de Strauss el connecta a ell i als seus seguidors amb els jacobins francesos, que també consideraven la tradició incompatible amb la virtut i la racionalitat.
El que Ryn anomena el «nou jacobinisme» de la filosofia «neoconservadora» és, escriu Paul Gottfried, també la retòrica de Saint-Just i Léon Trotsky, que la dreta americana filosòficament empobrida s'ha apoderat d'una inquietud sense sentit; Els operadors i els think tanks republicans aparentment creuen que poden portar l'electorat apel·lant als tòpics d'esquerres d'ahir.

### Resposta a la crítica
En el seu llibre de 2009, Straussophobia, Peter Minowitz ofereix una crítica detallada de Drury, Xenos i altres crítics de Strauss a qui acusa de fanatismo i bufó.
A Reading Leo Strauss, Steven B. Smith rebutja el vincle entre Strauss i el pensament neoconservador, argumentant que Strauss maig va ser personalment actiu en política, maig va avalar l'Imperialisme i va qüestionar la utilitat de la filosofia política per a la pràctica de la política. En particular, Strauss va argumentar que el mite de Plató del rei filòsof s'hauria de llegir com una reductio ad absurdum, i que els filòsofs haurien d'entendre la política no per influir en la política sinó per garantir l'autonomia de la filosofia respecte de la política. A la seva ressenya de Reading Leo Strauss, Robert Alter escriu que Smith declara de manera persuasiva les consignes de les opinions polítiques de Strauss i de què tracta realment el seu escrit.
La filla de Strauss, Jenny Strauss Clay, va defensar Strauss contra l'acusació que ell era el cervell darrere dels ideòlegs neoconservadors que controlen la política exterior dels Estats Units. Era un conservador, diu, en la mesura que no pensava que el canvi fos necessàriament un canvi per a millor. Atès que l'acadèmia contemporània es va inclinar cap a l'esquerra, amb la seva inqüestionable fe en el progrés i la ciència combinada amb un malestar respecte a qualsevol tipus de judici moral, Strauss es va situar fora del consens acadèmic. Si l'acadèmia s'hagués inclinat cap a la dreta, ell també ho hauria qüestionat — i en determinades ocasions va qüestionar els principis de la dreta.
Mark Lilla ha argumentat que l'atribució a Strauss de punts de vista neoconservadors contradiu una lectura acurada dels textos reals de Strauss, en particular Sobre la tirania. Lilla resumeix Strauss de la següent manera:
| « | La filosofia ha de ser sempre conscient dels perills de la tirania, com a amenaça tant per a la decència política com per a la vida filosòfica. Ha d'entendre prou la política per defensar la seva pròpia autonomia, sense caure en l'error de pensar que la filosofia pot configurar el món polític segons les seves pròpies llums. | » |

En resposta a les acusacions que els ensenyaments de Strauss van fomentar la política exterior neoconservadora de l'administració de George W. Bush, com ara esperances poc realistes per a l'expansió de la democràcia liberal mitjançant la conquesta militar, Nathan Tarcov, director del Centre Leo Strauss de la Universitat de Chicago, afirma que Strauss com a filòsof polític era essencialment apolític. Després d'una exegesi de les limitades opinions polítiques pràctiques que es poden extreure dels escrits de Strauss, Tarcov conclou que Strauss ens pot recordar els problemes permanents, però només tenim la culpa de les nostres solucions defectuoses als problemes d'avui.